# 根本裕一
根本 裕一（ねもと ゆういち、1981年7月21日 - ）は、日本の茨城県鹿嶋市出身の元サッカー選手、サッカー指導者。ポジションはMF、DF。

## 来歴
地元の鹿島アントラーズでジュニアユース時代から育ち、1999年にトップ昇格したが、鹿島では出場機会が得られずに期限付き移籍を繰り返した。2002年にJ2セレッソ大阪、2003年にベガルタ仙台、2004年からは大分トリニータに期限付き移籍していたが、3シーズン目となる2006年に大分へ完全移籍 となった。2008年はジェフ千葉へ期限付き移籍した。大分を戦力外となった2008年のシーズン終了後に、トライアウトを経てJリーグ入りを目指す地域リーグのツエーゲン金沢に移籍。2009年のJFL昇格に貢献した。
2013年11月20日、2012年シーズンをもって現役引退した。
2022年現在は鹿島アントラーズ・つくばジュニアユースの監督を務める。

## 評価・プレースタイル
左サイドバック、左ウイングバックを主ポジションとしており、フリーキッカーも務めている。クリーンな守備も持ち味で、Jフェアプレー個人賞を2度受賞（2003年、2006年）した初の選手となった。アテネ五輪を目指すU－22代表に選出され、層の薄い左サイドのポジションを争った。五輪最終予選のUAEラウンドでは森崎浩、成岡に押され招集外となるが、UAEラウンドの最終戦で森崎が累積警告を受け、さらに代役となるはずだった成岡がUAEラウンドで発生した集団食中毒からの回復が遅れ離脱が決まると、根本が追加招集され日本ラウンドの初戦に先発出場。後半途中に石川と交代するまでプレイしたが、怪我をしてしまい離脱した。

## 所属クラブ
- 1994年 - 1996年 鹿島アントラーズジュニアユース
- 1997年 - 1999年 鹿島アントラーズユース
- 2000年 - 2005年  鹿島アントラーズ
  - 2002年  セレッソ大阪 (期限付き移籍)
  - 2003年  ベガルタ仙台 (期限付き移籍)
  - 2004年 - 2005年  大分トリニータ (期限付き移籍)
- 2006年 - 2008年  大分トリニータ
  - 2008年6月 - 12月  ジェフユナイテッド市原・千葉 (期限付き移籍)
- 2009年 - 2012年  ツエーゲン金沢

## 個人成績
| 国内大会個人成績 | 国内大会個人成績 | 国内大会個人成績 | 国内大会個人成績 | 国内大会個人成績 | 国内大会個人成績 | 国内大会個人成績 | 国内大会個人成績 | 国内大会個人成績 | 国内大会個人成績 | 国内大会個人成績 | 国内大会個人成績 |
| 年度             | クラブ           | 背番号           | リーグ           | リーグ戦         | リーグ戦         | リーグ杯         | リーグ杯         | オープン杯       | オープン杯       | 期間通算         | 期間通算         |
| 年度             | クラブ           | 背番号           | リーグ           | 出場             | 得点             | 出場             | 得点             | 出場             | 得点             | 出場             | 得点             |
| 日本             | 日本             | 日本             | 日本             | リーグ戦         | リーグ戦         | リーグ杯         | リーグ杯         | 天皇杯           | 天皇杯           | 期間通算         | 期間通算         |
| ---------------- | ---------------- | ---------------- | ---------------- | ---------------- | ---------------- | ---------------- | ---------------- | ---------------- | ---------------- | ---------------- | ---------------- |
| 2000             | 鹿島             | 26               | J1               | 0                | 0                | 2                | 0                | 2                | 0                | 4                | 0                |
| 2001             | 鹿島             | 26               | J1               | 5                | 0                | 0                | 0                | 0                | 0                | 5                | 0                |
| 2002             | C大阪            | 26               | J2               | 34               | 4                | -                | -                | 3                | 1                | 37               | 5                |
| 2003             | 仙台             | 17               | J1               | 28               | 2                | 6                | 0                | 1                | 0                | 35               | 2                |
| 2004             | 大分             | 17               | J1               | 18               | 2                | 4                | 0                | 1                | 0                | 23               | 2                |
| 2005             | 大分             | 17               | J1               | 23               | 0                | 2                | 0                | 1                | 0                | 26               | 0                |
| 2006             | 大分             | 17               | J1               | 34               | 1                | 6                | 0                | 2                | 0                | 42               | 1                |
| 2007             | 大分             | 17               | J1               | 20               | 0                | 3                | 0                | 0                | 0                | 23               | 0                |
| 2008             | 大分             | 17               | J1               | 5                | 0                | 3                | 0                | -                | -                | 8                | 0                |
| 2008             | 千葉             | 43               | J1               | 7                | 0                | 0                | 0                | 1                | 0                | 8                | 0                |
| 2009             | 金沢             | 18               | 北信越           | 14               | 2                | -                | -                | 2                | 0                | 16               | 2                |
| 2010             | 金沢             | 18               | JFL              | 27               | 1                | -                | -                | 1                | 0                | 28               | 1                |
| 2011             | 金沢             | 18               | JFL              | 4                | 0                | -                | -                | 0                | 0                | 4                | 0                |
| 2012             | 金沢             | 18               | JFL              | 23               | 1                | -                | -                | 1                | 0                | 24               | 1                |
| 通算             | 日本             | 日本             | J1               | 140              | 5                | 26               | 0                | 8                | 0                | 174              | 5                |
| 通算             | 日本             | 日本             | J2               | 34               | 4                | -                | -                | 3                | 1                | 37               | 5                |
| 通算             | 日本             | 日本             | JFL              | 54               | 2                | -                | -                | 2                | 0                | 56               | 2                |
| 通算             | 日本             | 日本             | 北信越           | 14               | 2                | -                | -                | 2                | 0                | 16               | 2                |
| 総通算           | 総通算           | 総通算           | 総通算           | 242              | 13               | 26               | 0                | 15               | 1                | 283              | 14               |

- Jリーグ初出場 - 2001年3月17日 東京ヴェルディ1969戦
- Jリーグ初得点 - 2002年3月3日 モンテディオ山形戦
- Jリーグ通算100試合出場達成 - 2006年10月7日 川崎フロンターレ戦

- 2003 JOMOオールスターサッカー - 2003年8月9日 札幌ドーム J-EAST
- 2004 JOMOオールスターサッカー - 2004年7月3日 新潟スタジアム J-WEST
- 2006 JOMOオールスターサッカー - 2006年7月15日 カシマサッカースタジアム J-WEST

## 個人タイトル
- フェアプレー個人賞：2回（2003年、2006年）

## 代表歴
- U-19、U-20日本代表（2000年-2001年）
  - 2000年 AFCユース選手権出場
- U-21、U-22、U-23日本代表（2002年-2004年）
  - 2002年 アジア大会出場
  - 2003年 アテネオリンピック・アジア地区予選出場
  - 2004年 アテネオリンピック予備登録メンバー

## 指導歴
- 2014年 - 2015年 鹿島アントラーズつくばジュニアユースコーチ
- 2016年 - 鹿島アントラーズつくばジュニアユース監督